# Gazella bennettii
La gazzella indiana (Gazella bennettii Sykes, 1831), o chinkara, è una specie di gazzella diffusa in Asia meridionale.

## Descrizione
Questa specie misura un'altezza al garrese di 65 cm e pesa circa 23 kg. Il manto estivo, con pelo ruvido e lucido, è di color fulvo-rossastro. D'inverno, invece, si nota maggiormente il bianco del ventre e della gola. Sui lati della faccia sono presenti due strisce color castano scuro, delimitate da strisce bianche, che vanno dall'angolo dell'occhio al muso. Le corna misurano più di 39 cm.

## Tassonomia
La gazzella indiana viene suddivisa in sei sottospecie:
- G. b. bennettii Sykes, 1831;
- G. b. christii Blyth, 1842;
- G. b. fuscifrons Blanford, 1873;
- G. b. karamii Groves, 1993;
- G. b. salinarum Groves, 1993;
- G. b. shikarii Groves, 1993.

## Distribuzione e habitat
L'areale di questa specie ricopre gran parte delle regioni occidentali e centrali dell'India e, attraverso il Pakistan, si estende fino all'Afghanistan sud-occidentale e all'Iran centro-settentrionale. La principale roccaforte della specie, tuttavia, è il Deserto di Thar. In Pakistan il suo areale si è estremamente ridotto a causa della caccia sconsiderata e, malgrado la specie sia ancora piuttosto diffusa, sopravvive solo in sparuti gruppetti. Anche in Iran è molto rara e sopravvive in gran numero solamente nel parco nazionale di Kavir.

## Biologia
È un animale timido ed evita gli insediamenti umani. Può sopravvivere senz'acqua per lunghi periodi di tempo, dato che ricava i liquidi necessari dai vegetali di cui si nutre e dalla rugiada. Nonostante venga avvistata quasi sempre da sola, talvolta può riunirsi in gruppetti comprendenti fino a quattro esemplari.

## Conservazione
Alcuni ricercatori ritengono che la diminuzione delle chinkara sia stata la causa principale della scomparsa in India del ghepardo asiatico. La popolazione, tuttora in diminuzione, è minacciata dalla caccia grossa. Fortunatamente, le comunità bishnoi assicurano protezione a questa specie, così come a molti altri animali dello Stato del Rajasthan. In un episodio divenuto famoso, una star cinematografica indiana, Salman Khan, è stata condannata a 5 anni di prigione per aver abbattuto alcuni esemplari di chinkara e antilope cervicapra posti sotto la loro protezione. Anche un'altra star cinematografica, Saif Ali Khan, è stata accusata di simile reato.